# Цезар Тохосашвілі
Цезар Тохосашвілі (Аль Бара Шишані, Леван) — терорист, один із ключових керівників терористичної організації «Ісламська держава».

## Життєпис
Уродженець Панкісі (Панкіська ущелина, Грузія). Громадянин Грузії. Тісно пов'язаний з ватажками ІДІЛ, також уродженцями Грузії: Тарханом Батирашвілі, відомим як Абу Умар аш-Шишані, а також терористом Ахмедом Чатаєвим.
З 2012 року був аміром джамаату «Ахадун Ахат» у провінції Латакія в Сирії, захопленій ІДІЛ. 2013 року посів одну з найвищих посад ІДІЛ, заступника військового аміра, відомого як Абу Умар аш-Шишані. 2016 року, після смерті останнього, Цезар поїхав до Туреччини, де продовжив координувати діяльність терористичної організації.
Улітку 2018 року незаконно прибув до України, використавши підроблений паспорт. На підставі фальшивих документів він зміг поселитись в Україні, де продовжував координувати діяльність осередків ІД, так званих «амніятів».
У листопаді 2019 СБУ за підтримки ЦРУ і Грузії затримали Аль Бара Шишані на Києвщині поблизу приватного будинку, де він мешкав. 6 листопада 2019 року Тбіліський міський суд заочно засудив Тохосашвілі до тюремного ув'язнення за статтею 327 КК Грузії — членство та участь у терористичній організації.
18 травня 2020 Цезара було екстрадовано до Грузії.